# Grand Prix Formule 1 van Japan 1987
De Grand Prix Formule 1 van Japan 1987 werd gehouden op 1 november 1987 op Suzuka.

## Uitslag
| Positie | Nummer | Rijder             | Team                   | Ronden | Tijd/Opgave         | Startplaats | Punten |
| ------- | ------ | ------------------ | ---------------------- | ------ | ------------------- | ----------- | ------ |
| 1       | 28     | Gerhard Berger     | Ferrari                | 51     | 1:32:58.072         | 1           | 9      |
| 2       | 12     | Ayrton Senna       | Lotus-Honda            | 51     | + 17.384            | 7           | 6      |
| 3       | 2      | Stefan Johansson   | McLaren-TAG            | 51     | + 17.694            | 9           | 4      |
| 4       | 27     | Michele Alboreto   | Ferrari                | 51     | + 1:20.441          | 4           | 3      |
| 5       | 20     | Thierry Boutsen    | Benetton-Ford          | 51     | + 1:25.576          | 3           | 2      |
| 6       | 11     | Satoru Nakajima    | Lotus-Honda            | 51     | + 1:36.479          | 11          | 1      |
| 7       | 1      | Alain Prost        | McLaren-TAG            | 50     | + 1 Ronde           | 2           |        |
| 8 (1)   | 3      | Jonathan Palmer    | Tyrrell-Ford           | 50     | + 1 Ronde           | 19          |        |
| 9       | 18     | Eddie Cheever      | Arrows-Megatron        | 50     | Geen benzine        | 12          |        |
| 10      | 17     | Derek Warwick      | Arrows-Megatron        | 50     | + 1 Ronde           | 13          |        |
| 11      | 7      | Riccardo Patrese   | Brabham-BMW            | 49     | + 2 Rondes          | 8           |        |
| 12 (2)  | 4      | Philippe Streiff   | Tyrrell-Ford           | 49     | + 2 Rondes          | 25          |        |
| 13      | 26     | Piercarlo Ghinzani | Ligier-Megatron        | 48     | + 3 Rondes          | 24          |        |
| 14 (3)  | 29     | Yannick Dalmas     | Larrousse-Ford         | 47     | + 4 Rondes          | 22          |        |
| 15      | 6      | Nelson Piquet      | Williams-Honda         | 46     | Motor               | 5           |        |
| NF      | 25     | René Arnoux        | Ligier-Megatron        | 44     | Geen benzine        | 17          |        |
| NF      | 21     | Alex Caffi         | Osella-Alfa Romeo      | 43     | Geen benzine        | 23          |        |
| NF      | 14     | Roberto Moreno     | AGS-Ford               | 38     | Elektrisch probleem | 26          |        |
| NF      | 24     | Alessandro Nannini | Minardi-Motori Moderni | 35     | Motor               | 14          |        |
| NF      | 9      | Martin Brundle     | Zakspeed               | 32     | Motor               | 15          |        |
| NF      | 8      | Andrea de Cesaris  | Brabham-BMW            | 26     | Motor               | 10          |        |
| NF      | 19     | Teo Fabi           | Benetton-Ford          | 16     | Motor               | 6           |        |
| NF      | 10     | Christian Danner   | Zakspeed               | 13     | Motor               | 16          |        |
| NF      | 16     | Ivan Capelli       | March-Ford             | 13     | Ongeluk             | 20          |        |
| NF      | 23     | Adrián Campos      | Minardi-Motori Moderni | 2      | Motor               | 21          |        |
| NF      | 30     | Philippe Alliot    | Larrousse-Ford         | 0      | Ongeluk             | 18          |        |
| DNS     | 5      | Nigel Mansell      | Williams-Honda         | 0      | Ongeluk             |             |        |

- De nummers tussen haakjes zijn de plaatsen voor de Jim Clark-trofee.

## Wetenswaardigheden
- Nigel Mansell verloor alle kansen op de titel door een crash in de vrije training. Hij blesseerde zich en mocht deze en de volgende race niet rijden.

## Statistieken
| Pole-position | Gerhard Berger | Ferrari       | 1:40.042 |
| Snelste ronde | Alain Prost    | McLaren-Honda | 1:43.844 |

## Noot
- Dit was de 25ste podiumplaats voor Ayrton Senna.

1976 · 1977 · 1987 · 1988 · 1989 · 1990 · 1991 · 1992 · 1993 · 1994 · 1995 · 1996 · 1997 · 1998 · 1999 · 2000 · 2001 · 2002 · 2003 · 2004 · 2005 · 2006 · 2007 · 2008 · 2009 · 2010 · 2011 · 2012 · 2013 · 2014 · 2015 · 2016 · 2017 · 2018 · 2019 · 2022 · 2023 · 2024 · 2025